# Храм Преображения Господня (Чебаркуль)
Храм Преображения Господня — приходской храм Челябинской епархии Русской православной церкви в городе Чебаркуле. Самый крупный культовый объект в городе.

## История

### История церкви до XX века
Первая деревянная церковь Преображения Господня была заложена в Чебаркульской крепости в 1736 году силами казаков и местных крестьян, а уже в 1745 году состоялось её открытие. В 1742 году строящуюся церковь посетил немецкий путешественник Иоганн Гмелин, упомянувший о ней в своих путевых заметках. В 1774 году отступающий из крепости Емельян Пугачев сжег все чебаркульские церкви, включая церковь Преображения Господня. Однако уже в 1776 году она была восстановлена. В 1854 году церковь перестроили по белокаменному образцу. Впоследствии на её территории хоронили священников и меценатов, помогавших в строительстве церкви.

### XX век

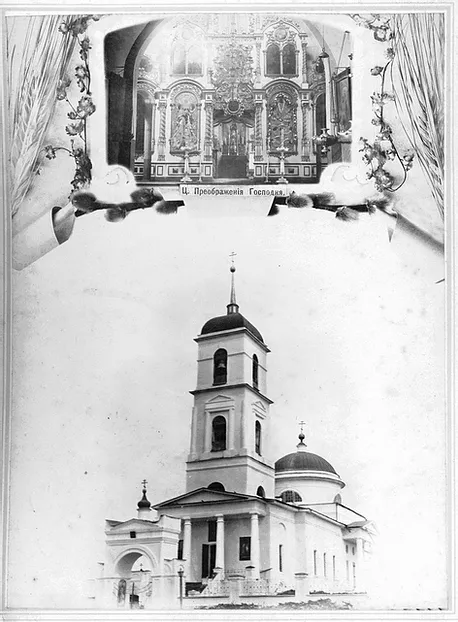
Храм Преображения Господня в начале 20-го века

В 1929 году церковь Преображения Господня стала жертвой антирелигиозной кампании. Ряд священнослужителей, включая настоятеля храма протоирея Н. Н. Предтеченского, были репрессированы в том же году. Богослужения приостанавливаются, а уже в 1930 году храм отдают под местный дом обороны. Впоследствии в церкви размещались клуб, кинотеатр и даже складские помещения. В 1961 году началась перестройка храма под двухзальный кинотеатр. При строительстве рухнула одна из плит, что вынудило рабочих снести здание храма целиком. Тогда же в одной из стен обнаружили чугунную табличку с датировкой основания церкви за 1736 год
.
После распада СССР началась деятельность по восстановлению храма. В 1993 году под церковь отвели помещения городской школы № 10, а уже в следующем году на месте разрушенное храма воздвигли небольшую часовню. В 1997 году в присутствии архиепископа Челябинска и Златоуста Иова заложили первый камень в основание будущего храма. Строительство храма было завершено в 2007 году.
При храме также разместили деревянную церковь и приют «Дом трудолюбия». В настоящее время там же действует духовно-просветительский центр для изучения русского православия и его истории. С 2011 года на базе храма создается Сестричество милосердия.

## Духовенство
- Настоятель храма — протоиерей Дмитрий Егоров
- ⁠Иерей Илья Шамрай
- Иерей Константин Притчин
- Иерей Роман Ковригин[1]

## Деятельность
Храм ведет активную социальную деятельность. Производит регулярную выдачу еды, одежды и лекарств для нуждающихся чебаркульцев и жителей соседних сел. Помогает социально незащищенным группам населения. На территории храма располагается приют для бездомных. 26 сестер милосердия осуществляют безвозмездный уход за больными в чебаркульской городской больнице. При храме действуют воскресная школа для детей и детский лагерь «Ковчег». Имеются молодёжный центр и библиотека.